# Gengar
Gengar (ゲンガー?, Gengā) è un Pokémon di stadio due della prima generazione di tipo Spettro/Veleno. Il suo numero identificativo Pokédex è 94. Nel contesto del franchise creato da Satoshi Tajiri, Gengar si evolve da Haunter. Nei videogiochi Pokémon X e Y Gengar ottiene una megaevoluzione denominata MegaGengar.
Ideato dal team di designer della Game Freak, Gengar fa la sua prima apparizione nel 1996 nei videogiochi Pokémon Rosso e Blu e compare inoltre nella maggior parte dei titoli successivi, in videogiochi spin-off, nella serie televisiva anime, nel Pokémon Trading Card Game e nel merchandising derivato dalla serie.
Insieme a Nidorino, è uno dei primi due Pokémon che appare nei videogiochi Pokémon Rosso e Verde e Pokémon Rosso Fuoco e Verde Foglia e nell'anime Pokémon.
Gengar è utilizzato da Angelo, Agatha, Fannie e Drake.

## Descrizione
Nella versione beta di Pokémon Rosso e Blu il suo nome era "Phantom" (fantasma).
Gengar emerge dall'oscurità o dall'ombra delle sue vittime per terrorizzarle, maledirle e succhiare loro la vita. Assorbe calore dall'ambiente, quindi il suo arrivo è annunciato da un brivido di freddo.
Gengar si evolve da Haunter se scambiato. In Pokémon X e Y ottiene una megaevoluzione denominata MegaGengar, ottenibile utilizzando lo strumento Gengarite. È alto 140 cm e in questo stato acquista la capacità di passare in altre dimensioni e una determinazione nella caccia ancora maggiore.

## Apparizioni

### Videogiochi
Nei videogiochi Pokémon Diamante e Perla e Pokémon Platino Gengar sarà disponibile presso l'Antico Chateau una volta inserita una cartuccia di un videogioco della terza generazione nell'apposito slot del Nintendo DS.
In Pokémon Ranger è presente all'interno Tempio di Fiore, mentre nel seguito Pokémon Ranger: Ombre su Almia è disponibile nel Tempio Hippowdon e nella Torre Altru.
Il Pokémon appare anche in Pokémon Mystery Dungeon: Squadra rossa e Squadra blu come membro del Team Perfidia composto da Gengar, Ekans e Medicham.
In occasione di Halloween 2014 è stato distribuito un Gengar cromatico dotato dello strumento Gengarite.

### Anime
Gengar appare per la prima volta in L'inizio di una grande avventura (Pokémon, I Choose You!). Nella prima scena dell'episodio si vede il Pokémon lottare contro un Nidorino. Il combattimento riprende l'inizio del videogioco Pokémon Rosso.
Nell'episodio La torre della paura (The Tower of Terror) Ash Ketchum incontra un esemplare di Gengar. In Un mistero dopo l'altro (The Ancient Puzzle of Pokémopolis) il Pokémon combatte contro un Alakazam.
Drake utilizza un Gengar nel corso degli episodi L'Isola del Drago (Hello Pummelo) e Una grande vittoria (Enter The Dragonite) in cui combatte contro il Lapras di Ash. Il Gengar del capopalestra Angelo è visibile per la prima volta in La torre di latta (A Ghost Of A Chance).
Anche la Superquattro Agatha possiede un esemplare del Pokémon che utilizza contro il Pikachu di Ash nel corso di Arrivederci, amici (The Scheme Team). In Il Controscudo! (A Shield with a Twist) il Buizel di Ash sconfigge il Gengar della capopalestra Fannie.
Il Pokémon appare inoltre nell'episodio Oscure presenze (Ghoul Daze!).
In Pokémon: Le origini l'allenatore Rosso utilizza un Gengar durante la cattura del Pokémon leggendario Mewtwo.